# Unione Sportiva Nissena 1942-1943
Questa pagina raccoglie le informazioni riguardanti l'Unione Sportiva Nissena nelle competizioni ufficiali della stagione 1942-1943.

## Rosa
| N. |                   | Ruolo | Calciatore |
| -- | ----------------- | ----- | ---------- |
|    | Italia (bandiera) | D     | Buscaldi   |
|    | Italia (bandiera) | A     | Carrera    |
|    | Italia (bandiera) | C     | Cicarelli  |
|    | Italia (bandiera) | D     | Corsini    |
|    | Italia (bandiera) | A     | Deana      |
|    | Italia (bandiera) | A     | Filocchi   |

| N. |                   | Ruolo | Calciatore |
| -- | ----------------- | ----- | ---------- |
|    | Italia (bandiera) | C     | Maggi      |
|    | Italia (bandiera) | A     | Maisano    |
|    | Italia (bandiera) | P     | Marchisio  |
|    | Italia (bandiera) | A     | Palisa     |
|    | Italia (bandiera) | C     | Rei        |